# Kerim Lechner
Kerim Lechner, meglio conosciuto con lo pseudonimo Krimh (Wiener Neustadt, 26 gennaio 1989), è un batterista austriaco.
Dal 2009 al 2012 ha fatto parte della band technical death metal Decapitated, subentrando a Witold "Vitek" Kiełtyka, deceduto a causa di un incidente automobilistico che coinvolse tutta la band nel 2007. Secondo i componenti del gruppo, Krimh è "un batterista molto giovane e talentuoso che continua la grande via della passione di Vitek". Krimh ha inoltre militato in diverse band death metal come Thorns of Ivy e Tone Intimacy, e ha suonato come turnista negli album degli Harakiri for the Sky Arson (2018) e Mære (2021) e durante il tour dei Vesania nel 2014. Nel 2013 ha avviato una carriera da solista, pubblicando tre album in studio. Sempre nel 2013 si candidò con due video su YouTube, in cui eseguiva Eyeless e People=Shit, a diventare il nuovo batterista degli statunitensi Slipknot, che tuttavia alla fine ingaggiarono il britannico Jay Weinberg. Dal 2014 è il batterista del gruppo greco Septicflesh, dal 2020 del supergruppo internazionale Act of Denial (del quale è membro fondatore) e dal 2022 degli statunitensi Dååth.

## Discografia

### Da solista
Album in studio
- 2013 – Explore
- 2014 – Krimhera
- 2017 – Gedankenkarussell

### Con i Thorns of Ivy
Singoli
- 2007 – Deathwish
- 2008 – Beneath Seemingly Dead Soil

### Con i Mondstille
Album in studio
- 2008 –  Am Ende...

### Con i Decapitated
Album in studio
- 2011 – Carnival Is Forever

### Con i Redemptor
Album in studio
- 2014 – The Jugglernaut

### Con i Septicflesh
Album in studio
- 2017 – Codex Omega
- 2022 – Modern Primitive

### Con gli Harakiri for the Sky
Album in studio
- 2018 – Arson
- 2021 – Mære

### Con gli Act of Denial
Album in studio
- 2021 – Negative

Singoli
- 2020 – Puzzle Heart
- 2020 – Controlled
- 2020 – Down That Line
- 2021 – Slave
- 2021 – Your Dark Desires

### Con i Dååth
Singoli
- 2023 – No Rest No End
- 2023 – The Philosopher
- 2023 – Purified with Vengeance
- 2023 – Where the Slimes Live